# Luc Mishalle
Luc Mishalle (* 1953 in Antwerpen) ist ein belgischer Jazzmusiker (Saxophone, Komposition) und Orchesterleiter, der partizipative interkulturelle Musikprojekte entwirft und leitet, die verschiedene gesellschaftliche Gruppen zusammenbringen.

## Leben und Wirken
Mishalle, der sich bewusst gegen eine akademische Ausbildung als Musiker entschied, arbeitete seit 1973 als Musiker und Komponist mit freien Theatergruppen wie Welfare State International, Emergency Exit Arts, Dogtroep oder Internationale Nieuwe Scène. In den späten 1970er Jahren spielte er, beeinflusst durch Fred Van Hove und die Werkgroep Improviserende Musici, an freiem Jazz und Elektronik orientierte Avantgardemusik im Trio mit Paul Geladi und Luc Steels. Bis 1983 gehörte er zudem zu der niederländischen Jazzband Fanfare St. Juttemis, mit der er zwei Alben einspielte.
Mishalle ist seit 1984 bei MET-X, einem in Brüssel seit 1982 ansässigen Musikhaus aktiv; seit 1998 ist er dessen künstlerischer Leiter. Dort beschäftigt er sich hauptsächlich mit Musik kultureller Minderheiten und gründete Weltmusik-Bands wie Belçikal, Raï Express oder Marakbar, die auch auf europäischer Ebene erfolgreich auftraten. Seit 1988 war er für zehn Jahre Mitglied des belgischen Blindman Kwartet, mit dem er zwei Alben veröffentlichte. Daneben leitete er die Gruppe  Galileo's Left Wing, die bis 2000 bestand und auch in Deutschland mit ihrem World Jazz auftrat. Gelegentlich arbeitete er mit dem Ictus Ensemble. Zudem leitete er die multikulturelle Bigband Al-Harmoniah. Die von ihm initiierte Marockin’ Brass war 2015 mit Trevor Watts und Adama Dramé auf Tournee. 2017 spielte er mit Paul Vlaeminck, Peter Jacquemyn, Mike Goyvaerts und Ivo Vander Borght im Ensemble der Werkgroep Improviserende Musici.
2017 zeichnete die Europäische Kulturstiftung Mishalle mit dem ECF Princess Margriet Preis für Kultur 2017 aus; er sei sehr aktiv in seinen lokalen Gemeinschaften, um mit Menschen aus verschiedenen Kulturen Wege finden, die zu neuen Formen des sozialen Engagements führen.